# Jordi Arbonès i Montull
Jordi Arbonès i Montull (Barcelona, 17 de julio de 1929 - Buenos Aires, 6 de octubre de 2001) fue un escritor y traductor catalán, especialmente reconocido por sus traducciones al catalán de los grandes clásicos de la literatura inglesa.
Su primer contacto con el mundo cultural fue como actor de teatro. En 1956 se trasladó a Inglaterra para estudiar y, ese mismo año, se casó y se mudó a Argentina, donde estableció su residencia. En Argentina se integró en el Casal Català y promovió representaciones de teatro catalán, así como otras actividades culturales vinculadas a su tierra natal. Fue cofundador de Obra Cultural Catalana (1966) y colaboró en las revistas Cataluña y Resurgimiento. Su objetivo fue ganarse la vida, en la medida de lo posible, a través de la lengua catalana, por lo que, desde la distancia, se dedicó incansablemente a la traducción.
Como traductor, destaca por haber traducido una extensa lista de autores ingleses y estadounidenses. Entre sus trabajos más destacados se encuentran versiones de autores como Edward Albee, Jane Austen, Henry James, Rudyard Kipling, John le Carré, Arthur Miller, Vladímir Nabokov, J.R.R. Tolkien y Gore Vidal, entre otros.
Su labor como traductor ha sido galardonada con diversos premios y distinciones. En particular, destacó con el Premio Nacional de Traducción (1991-1993), concedido por la Institución de las Letras Catalanas, por su traducción de Historia de dos ciudades de Charles Dickens. En mayo de 2003, la Universitat Autònoma de Barcelona estableció, como reconocimiento, la Cátedra Jordi Arbonès de Traducción.
Como escritor, cultivó la poesía y, especialmente, el ensayo.

## Fondo personal
En mayo de 2003, la familia de Jordi Arbonès donó su fondo personal a la Facultad de Traducción e Interpretación de la Universitat Autònoma de Barcelona. Poco después, se constituyó la Cátedra Jordi Arbonès, una cátedra honorífica con el objetivo de preservar, estudiar y difundir su legado.
El fondo personal de Jordi Arbonès se conserva actualmente en la Biblioteca de Humanidades de la UAB. Reúne traducciones y obras propias, además de una biblioteca con ejemplares dedicados, primeras ediciones y libros antiguos. Incluye también manuscritos inéditos de narrativa, poesía, ensayo y traducciones, así como una extensa correspondencia con figuras destacadas de la cultura catalana. El fondo se completa con una valiosa recopilación de prensa, que incluye artículos, entrevistas y críticas de gran interés.

## Obra

### Poesía
- 1966 Clam

### Narrativa breve
- 1976 "Tant se val tot... o no"

### Ensayo
- El teatre català a Buenos Aires
- 1966 Salvat Papasseit: l'home i el poeta
- 1973 El teatre català de postguerra
- 1975 Els "Anònims" de Manuel de Pedrolo
- 1980 Pedrolo contra els límits

### Traducciones
- L'abadia de Northanger

### Epistolarios
- Epistolario Jordi Arbonès & Manuel de Pedrolo . Edición al cuidado de M. Elena Carné, 2011.
- Epistolario Jordi Arbonès & Albert Manent . Edición al cuidado de Ramon Farrés, 2011.
- Epistolario Jordi Arbonès & Matthew Tree . Edición al cuidado de Josefina Caball, 2013.
- Epistolario Jordi Arbonès & Joaquim Carbó. Edición al cuidado de Montserrat Bacardí, 2014.[8]
- Epistolario Jordi Arbonès & Francesc Parcerisas. Edición al cuidado de Jordi Mas López, 2016.
- Epistolario Jordi Arbonès & Antoni Clapés. Edición al cuidado de Pep Sanz Datzira, 2017.[9]